# Créteil
Créteil je jugovzhodno predmestje Pariza in občina v osrednji francoski regiji Île-de-France, prefektura departmaja Val-de-Marne. Leta 1999 je imelo naselje 82.154 prebivalcev.

## Geografija
Naselje leži jugovzhodno od samega središča Pariza ob reki Marni malo pred njenim izlivom v Seno.

## Administracija
Créteil je sedež treh kantonov:
- Kanton Créteil-Jug (del občine Créteil: 34.420 prebivalcev),
- Kanton Créteil-Sever (del občine Créteil: 21.404 prebivalcev),
- Kanton Créteil-Zahod (del občine Créteil: 26.330 prebivalcev).

Créteil je sedež okrožja, v katerega so poleg njegovih vključeni še kantoni Alfortville (jug, sever), Boissy-Saint-Léger, Bonneuil-sur-Marne, Charenton-le-Pont, Choisy-le-Roi, Ivry-sur-Seine (vzhod, zahod), Maisons-Alfort (jug, sever), Orly, Saint-Maur-des-Fossés (center, zahod), Saint-Maur-La Varenne, Sucy-en-Brie, Valenton, Villecresnes, Villeneuve-le-Roi, Villeneuve-Saint-Georges in Vitry-sur-Seine (sever, vzhod, zahod) s 625.868 prebivalci.

## Zgodovina
Ime naselja je prvič zapisano kot Cristoïlum v seznamu mučencev - svetnikov napisanem leta 865. Besedas je sestavljena iz galske besede "ialo" (čistina) kot pripona predlatinski "crist", katere pomen je nejasen. Nekateri jo uvrščajo kot galsko besedo v pomenu grebena. Po izročilu naj bi se beseda crist nanašala na Jezusa Kristusa, vsled starodavne prisotnosti krščanstva v Créteilu in češčenja sv. Agoarda in Agliberta, mučenih v Créteilu okoli leta 400.
Prvi dokumenti, ki se nanašajo na naselje Vicus Cristolium, so iz časov merovingov. Sedanje ime se pojavi leta 1406 po več preoblikovanjih od prvotnega preko Cristoill (1278), Cristeuil, Cresteul in Creteuil.
V času verskih vojn 1567 je bilo mesto s strani hugenotov opustošeno. Lokalna cerkev je bila oplenjena, deli četrti pa so bili požgani. Novi neredi so se dogajali leta 1648, ko so bili prebivalci prisiljeni zapustiti Créteil. Konec vladavine Ludvika XIV. je kraj zaznamoval z velikim pomanjkanjem živeža kot posledice hude zime 1709.
Na začetku 18. stoletja je bila pričeta gradnja prvih pariških hiš srednjega razreda.
Leta 1814 so vzhodni del naselja zasedli ruski vojaki.
Most, ki se razteza preko Marne in povezuje kraja Créteil in Saint-Maur-des-Fossés, je 9. aprila 1841 nadomestil dotedanji splav.
Francosko-pruska vojna je bila neusmiljena do Créteila. Trg je bil opustošen in zapuščen v ruševinah, bližnja bitka pri Mont-Meslyju 30. novembra 1870 je za seboj pustila 179 mrtvih.
Leta 1965 je mesto postalo prefektura novoustanovljenega departmaja Val-de-Marne. Od 1966 je sedež katoliške škofije, od 1972 se v njem nahaja Akademija.
Créteilsko jezero je nastalo  v nekdanji gramozni jami. Potem, ko je bila dosežena podtalnica in so se oblikovali globoki ribniki, je bila jama zapuščena in zapolnjena z vodo. Danes je jezero priljubljeno rekreacijsko zbirališče ribičev, čolnarjev, jadralcev,...

## Pobratena mesta
- Les Abymes (Guadeloupe, Francija),
- Falkirk (Združeno kraljestvo),
- Kiryat-Yam (Izrael),
- Mataró (Španija),
- Salzgitter (Nemčija).